# The 100 (livros)
The 100 é uma série de livros de ficção científica para jovens adultos de Kass Morgan. O primeiro livro da série, The 100, foi publicado em 3 de setembro de 2013, por Little, Brown Books for Young Readers. Day 21, sua sequência, foi lançado em 25 de setembro de 2014, e Homecoming foi lançado em 26 de fevereiro de 2015. Um quarto livro, Rebellion, foi lançado em 6 de dezembro de 2016.
Antes da publicação do primeiro livro, o produtor de televisão Jason Rothenberg ficou interessado em adaptar a história para a televisão. A adaptação da série de televisão homônima estreou em 19 de março de 2014, na The CW , estrelado por Eliza Taylor e Bob Morley como Clarke Griffin e Bellamy Blake, respectivamente.

## Enredo

### The 100
A série é definida três gerações depois de um apocalipse termonuclear, em que os únicos sobreviventes conhecidos da raça humana vivem em uma colônia espacial composta de satélites unidos em órbita ao redor da Terra e governada pelo chanceler, que lidera seu conselho legislativo. Os recursos são tão escassos que todos os crimes, por menores que sejam, são puníveis com a morte, a menos que o agressor tenha menos de 18 anos de idade.
The 100 começa com Clarke Griffin, uma ex-estudante de medicina, sendo presa por um crime cometido por seus pais: realizando experimentos ilegais em crianças sob ameaça do corrupto vice-reitor Rhodes. Clarke confidencia em seu melhor amigo Wells, filho do chanceler. Apesar do juramento secreto para Clarke, Wells diz a seu pai, na esperança de salvar os Griffins de Rhodes. Seu plano sai pela culatra, os Griffins são presos e seu relacionamento com Clarke se desintegra. Dois anos depois, a colônia decide enviar 100 de seus adolescentes prisioneiros para investigar se a Terra é ou não habitável. Entre os 100 estão Clarke Griffin, Wells, Octavia Blake, seu irmão mais velho Bellamy Blake e a amiga de Clarke, Thalia.
O grupo cai em algum lugar na costa leste dos antigos Estados Unidos. Uma vez lá, os 100 lutam para sobreviver em um mundo muito diferente da Terra passada. Clarke cuida dos feridos e Bellamy gradualmente desenvolve um interesse romântico nela. É revelado que Octavia se tornou uma viciada em drogas enquanto estava na prisão. Alguns dias depois, alguém incendeia o acampamento, matando Thalia. Enquanto os sobreviventes investigam, eles descobrem uma fazenda não muito longe do local, levando-os a perceber que não estão sozinhos.

### The 100: Day 21
Vinte e um dias depois de aterrissarem na Terra, os 100 continuam a enfrentar ataques recorrentes de um inimigo desconhecido. Octavia está desaparecida desde o incêndio. Wells tenta manter a moral, enquanto Bellamy tenta encontrar sua irmã. Os 100 encontram uma menina nascida na Terra, Sasha Walgrove, e mantêm-na como refém. Sasha diz que eles desembarcaram no antigo estado da Virgínia, e que há pessoas da colônia que chegaram antes deles. Bellamy acredita que o pessoal de Sasha é responsável pelo desaparecimento de Octavia e exige que Sasha revele sua localização. Wells e Sasha se unem, e Sasha ajuda Wells a encontrar comida para os colonos sobreviventes.
No espaço, as pessoas da Colônia lutam para entrar em suas naves quando o suporte de vida da estação espacial começa a falhar; Os amigos de Clarke e Wells, Glass e Luke, estão entre as pessoas tentando desesperadamente chegar à Terra. No entanto, eles se encontram à mercê do vice-reitor Rhodes, que está disposto a matar para entrar em uma das naves.
Sasha leva Clarke e Bellamy para uma colônia sob as ruínas do Mount Weather Emergency Operations Center. Lá, eles encontram seu pai, Max Walgrove, que é o líder da colônia. Octavia está em Mount Weather, tendo sido resgatado por Max e seu povo de um grupo de renegados. Esses renegados são responsáveis pelos ataques aos 100. Max e seu pessoal prometem que continuarão ajudando os 100, e fornecerão mais apoio assim que o resto da Colônia chegar. Neste ponto, eles encontram naves da colônia caindo do céu.
Wells finalmente percebe que há algo familiar sobre Bellamy e Octavia; em última análise, ele descobre que sua mãe era Melinda Blake, a mulher que seu pai amava antes de se casar com a mãe de Wells por causa de sua carreira. Essa descoberta leva Wells e Bellamy a perceberem que são meio-irmãos paternos.

### The 100: Homecoming
Após a queda das naves, Clarke, Bellamy e Wells lideram uma equipe de resgate no local do acidente, permitindo que Clarke e Wells se reúnam com Glass e Luke. Clarke pondera deixando o acampamento para procurar por seus pais. O chanceler, ainda em coma, permanece preso na colônia acima da Terra. O vice-reitor Rhodes toma o controle da comunidade na Terra, planejando forçar Luke a executar Bellamy, como um aviso para qualquer um que tente desafiá-lo.
Com a ajuda de Sasha, Clarke e Wells escapam com o ferido Bellamy. Além disso, Glass e Luke fogem do acampamento para fugir do vice-reitor Rhodes. Um dos homens de Rhodes mata Sasha quando ela tenta obter mais suprimentos. Rhodes planeja atacar o Mount Weather para recapturar Bellamy, Clarke e Wells. Enquanto o Mount Weather se prepara para o ataque de Rhodes, alguns dos colonos se revoltam e se juntam a seus benfeitores contra Rhodes. Clarke, Bellamy e Wells são capturados durante a troca inicial, mas outra facção de nascidos na Terra derrotou e capturou Rhodes antes que ele pudesse executar Bellamy. Mais tarde, mais colonos de outras naves chegam e uma das chegadas informa Wells que seu pai ainda estava em coma, com apenas algumas horas de oxigênio sobrando quando a nave partiu.
Antes do funeral de Sasha, Clarke se reúne com seus pais em Mount Weather. Ela se reconcilia com Wells, mas não retomará o relacionamento anterior porque está romanticamente envolvida com Bellamy.

### The 100: Rebellion
Um quarto livro, Rebellion, foi lançado em 6 de dezembro de 2016. Um mês depois do livro anterior, Bellamy começa a mostrar sinais do que Clarke acha que é paranóia quando ele fica obcecado por pequenos detalhes na floresta. No entanto, um grupo de autoproclamados "Protetores" se infiltra em seu campo e seqüestra vários de seus habitantes, incluindo Wells, Glass e Octavia. Enquanto Clarke e Bellamy organizam uma equipe de resgate para derrubar seu novo inimigo, o relacionamento deles é posto à prova quando Bellamy não acha que Clarke confia nele.
Eventualmente, a equipe de resgate e os prisioneiros são capazes de derrubar os Protetores como um esforço de equipe e, como consequência, Clarke e Bellamy fazem as pazes e, com a bênção de seus pais, ele pede que ela se case com ele.

## Recepção
Publisher Weekly comentou que o talento de Kass Morgan para a drama em The 100 "pode ser forçada, mas é fácil de ser desenhado". Além disso, Booklist chama The 100 de "sombrio e fascinante", mesclando "sombra de ficção científica, romance e personagens" com uma trama quase sempre cativante. The 100 alcançou o 13º lugar na lista de melhores ficções para jovens adultos do The New York Times.
Comentários de Kirkus comentam que o Day 21 é mais rápido que seu antecessor.

## Adaptação para televisão
Em 9 de maio de 2013, a CW anunciou que o piloto foi oficialmente ordenado para a temporada de televisão americana 2013-2014. A série é desenvolvida por Jason Rothenberg e estreou em 19 de março de 2014. Em março de 2017, a CW renovou a série para uma quinta temporada, que estreou em 24 de abril de 2018. Em maio de 2018, a série foi renovada para uma sexta temporada que estreou em 30 de abril de 2019. Em 24 de abril de 2019, a série foi renovada para a sétima e última temporada.